# Hieu Van Le
Hieu Van Le (Quang Tri, Vietnam; 1 de enero de 1954) fue el 35.º gobernador de Australia Meridional, cargo que ocupó del 1 de septiembre de 2014 al 31 de agosto de 2021.
Van Le también se desempeñó como presidente de la Comisión de Asuntos Étnicos y Multiculturales de Australia Meridional (SAMEAC) desde 2006 a 2009. Anteriormente, fue vicegobernador en el mismo estado del 31 de agosto de 2007 a 2014, durante el gobierno de su antecesor Kevin Scarce. Le es la primera persona de origen asiático en ser nombrado gobernador de un estado de Australia.